# Gladys Lounsbury Hobby
Pour les articles homonymes, voir Hobby (patronyme).
Gladys Lounsbury Hobby (19 novembre 1910 - 4 juillet 1993), née à New York, est une microbiologiste américaine dont les recherches ont joué un rôle clé dans le développement et la compréhension des antibiotiques. Ses travaux ont permis de faire passer la pénicilline d'une expérience de laboratoire à un médicament produit en masse pendant la Seconde Guerre mondiale.

## Vie et carrière
Hobby est née dans le quartier de Washington Heights à New York. Elle est une des deux filles de Theodore Y. Hobby et Flora R. Lounsbury. Sa mère était enseignante dans le système scolaire public de New York, tandis que son père était un collaborateur proche du philanthrope et collectionneur Benjamin Altman. Theodore Y. Hobby a par la suite supervisé la collection Benjamin Altman au Metropolitan Museum of Art.
Après avoir étudié au lycée de White Plains, dans l'État de New York, Hobby obtient un diplôme en chimie au Vassar College en 1931. Elle poursuit ses études à l'Université de Columbia, où elle obtient un doctorat en bactériologie en 1935. Sa thèse de doctorat porte sur les applications médicales des organismes non pathogènes.
De 1934 à 1943, Hobby travaille à l'hôpital presbytérien de New York ainsi qu'à la faculté de médecine de l'Université Columbia. Elle rejoint l'équipe de recherche du Columbia College of Physicians and Surgeons, qui étudie l'application de la pénicilline chez l'humain. Ce médicament, découvert en 1928 par le médecin et bactériologiste écossais Alexander Fleming, fait alors l'objet de recherches approfondies pour son utilisation médicale.
Aux côtés du Dr Karl Meyer, biochimiste, et du Dr Martin Henry Dawson, clinicien et professeur associé de médecine, Hobby participe à la culture de la pénicilline en grandes quantités. Ensemble, ils travaillent à identifier les maladies causées par le streptocoque hémolytique et à améliorer l'utilisation thérapeutique de la pénicilline,,;
En 1944, après le décès de Martin Henry Dawson, Hobby quitte l'Université Columbia pour rejoindre Pfizer Pharmaceuticals à New York, où elle mène des recherches sur la streptomycine et d'autres antibiotiques.
En 1959, Hobby quitte Pfizer pour se consacrer à l'étude des maladies infectieuses chroniques en tant que cheffe de recherche au Veterans Administration Hospital d'East Orange, dans le New Jersey. Ses travaux portent sur divers sujets, dont les bactériophages, la variation bactérienne, les enzymes, les streptocoques, la chimiothérapie des maladies infectieuses, les agents immunisants et les environnements sans germes. Elle occupe également, pendant 18 ans, le poste de professeure adjointe de recherche clinique en santé publique au Cornell University Medical College.
En 1963, Hobby devient la première femme présidente de la New York Tuberculosis Association. Elle est également membre honoraire de l'American Society for Microbiology, de l'American Lung Association et de l'American Thoracic Society.
En 1972, elle fonde la revue scientifique mensuelle Antimicrobial Agents and Chemotherapy, qu'elle dirige pendant huit ans. Elle prend sa retraite en 1977, mais poursuit ses activités en tant que consultante et rédactrice scientifique indépendante. Au cours de cette période, elle rédige plus de 200 articles scientifiques et publie, en 1985, un ouvrage intitulé Penicillin: Meeting the Challenge, qui retrace l'évolution de la pénicilline depuis sa découverte en laboratoire jusqu'à sa production industrielle. Dans ce livre, elle compare l'urgence du développement de la pénicilline à celle du projet Manhattan, soulignant son importance stratégique durant la Seconde Guerre mondiale.
Hobby décède d'une crise cardiaque le 4 juillet 1993, à 82 ans, à son domicile dans la communauté de retraités Crosslands à Kennett Square, en Pennsylvanie.

## Principales contributions et impact
Hobby est reconnue pour son travail de création d’une forme de pénicilline efficace sur les hôtes humains. En 1940, Hobby et ses collègues, le Dr Karl Meyer et le Dr Martin Henry Dawson, écrivirent à Howard Florey et Ernst Chain pour obtenir un échantillon de pénicilline. Ils décidèrent naïvement de fabriquer de la pénicilline et devinrent rapidement experts dans le processus de fermentation et commencèrent à la raffiner pour en faire un médicament. Hobby, Meyer et Dawson ont réalisé les premiers tests de pénicilline sur des humains en 1940 et 1941, avant de présenter leurs travaux à l'American Society for Clinical Investigation. Ils ont découvert que la pénicilline était un puissant tueur de germes qui réduisait la gravité des maladies infectieuses et rendait possibles des procédures telles que la transplantation d’organes et la chirurgie à cœur ouvert. Leurs découvertes ont reçu une couverture médiatique, ce qui a contribué à attirer des fonds du gouvernement des États-Unis pour produire en masse de la pénicilline pendant la Seconde Guerre mondiale, sauvant ainsi la vie de nombreux soldats.
Chez Pfizer, Hobby a réalisé des travaux préliminaires approfondis sur la terramycine et la viomycine utilisées pour le traitement de la tuberculose. En tant que spécialiste en thérapie antimicrobienne, elle a été une pionnière en ce qui concerne l'étude du fonctionnement de ces médicaments dans le corps humain.